# Neuroleon jucundus
Neuroleon jucundus är en insektsart som beskrevs av Navás 1921. Neuroleon jucundus ingår i släktet Neuroleon och familjen myrlejonsländor. Inga underarter finns listade i Catalogue of Life.